# Liselott Blixt
Liselott Blixt, née le 22 février 1965 à Lund (Suède), est une femme politique danoise, anciennement membre du Parti populaire danois.

## Biographie
Liselott Blixt est chauffeuse de taxi pendant quelques années après ses études secondaires, avant de devenir aide à domicile puis assistante sociale.
Engagée au sein du Parti populaire danois, elle est élue conseillère municipale de Greve lors des élections locales de novembre 2001. réélue sans discontinuer, elle devient première maire-adjointe après les élections municipales de novembre 2013.
Elle est élue députée au Folketing pour la première fois lors des élections législatives de novembre 2007. Elle devient alors la porte-parole de son groupe parlementaire pour les questions de santé et de psychiatrie.
Elle est réélue lors des élections législatives de septembre 2011. Après le scrutin, elle prend la présidence de la commission parlementaire spéciale établie par la Constitution danoise pour le contrôle des lieux de privation de liberté.
Elle remporte un troisième mandat lors des élections législatives de juin 2015 qui marquent une percée historique du Parti populaire danois. Elle devient après le scrutin la présidente de la commission parlementaire pour la santé et les personnes âgées.
Elle est réélue pour un quatrième mandat lors des élections législatives de juin 2019. En plus de son rôle historique de porte-parole pour la santé et la psychiatrie, elle devient après le scrutin la porte-parole de son parti pour la coopération nordique et, à partir de 2020, pou l'égalité hommes-femmes.
En février 2022, elle fait partie des quatre députés du Parti populaire danois à quitter le mouvement, en protestation contre l'élection de Morten Messerschmidt à sa présidence. Contrairement à beaucoup des élus quittant le parti, elle refuse de rejoindre les Démocrates danois, la nouvelle formation fondée par l'ancienne ministre Inger Støjberg et annonce en août 2022 qu'elle ne sera pas candidate aux élections législatives suivantes.
Après son départ du Folketing suite aux élections législatives de novembre 2022, elle conserve son rôle de première maire-adjointe de Greve. N'ayant plus d'affiliation partisane, elle annonce son intention de se présenter aux élections municipales de novembre 2025 à la tête d'une liste indépendante.